# Фрактальна функція

Опис зображення

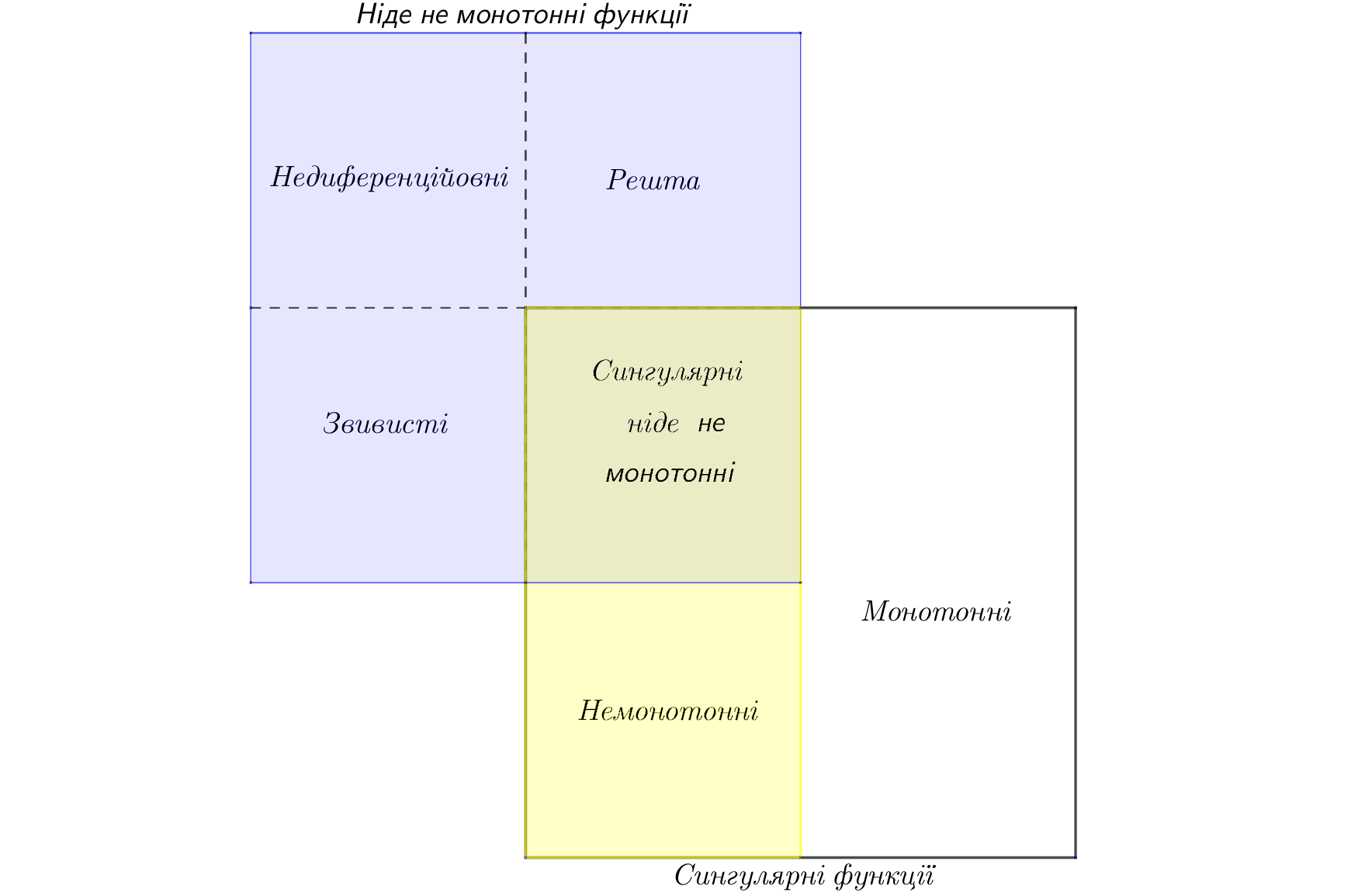

Під фрактальною функцією розуміють функцію, яка
- наділена фрактальними властивостями суттєвих для неї множин:
  - множина значень,
  - множин рівнів,
  - множини різного роду особливостей, зокрема, диференціальних, графік;
- зберігає фрактальну розмірність.

Метричний простір {\displaystyle C[0;1]} багатий на функції з неоднорідною та складною локальною тополого-метричною структурою. Це
- ніде не диференційовні,
- звивисті,
- ніде не монотонні,
- сингулярні функції.

Фрактальними властивостями володіють:
- сингулярні функції (неперервні функції, відмінні від сталої, похідна яких рівну нулю майже скрізь в розумінні міри Лебега), оскільки множина точок їх недиференційовності має фрактальні властивості;
- ніде не монотонні функції, оскільки вони, взагалі кажучи, мають значення, що є образом фрактальної множини точок (фрактальні рівні);
- ніде не диференційовні функції, оскільки їх графіки (як множини простору {\displaystyle R^{2}}) часто є самоподібними, самоафінними та автомодельним.

Історично першим прикладом сингулярної функції є функція Кантора. Прикладом сингулярної функції є також функція Салема та функція Мінковського, множина точок яких зростає та заповнює повністю відрізок {\displaystyle [0;1].}